# Miltogramma transbajkalica
Miltogramma transbajkalica är en tvåvingeart som beskrevs av Yu. G. Verves 1979. Miltogramma transbajkalica ingår i släktet Miltogramma och familjen köttflugor. Inga underarter finns listade i Catalogue of Life.